# JR東海硬式野球部
JR東海硬式野球部（ジェイアールとうかい こうしきやきゅうぶ）は、愛知県名古屋市に本拠地を置き、日本野球連盟に所属する社会人野球チームである。練習グラウンドは愛知県瀬戸市に所在する（以前は八事球場（山本球場）が練習場だった）。

## 概要
チームの歴史は1921年に「名古屋鉄道局」として発足したところまでさかのぼる。社会人野球界でも最古参チームの一つである。その後「名古屋鉄道管理局」、「国鉄名古屋」と改称、1987年の国鉄民営化に伴い現在の名称となった。
歴史は長いが、都市対抗・日本選手権いずれも準優勝が最高成績で全国大会を制覇した経験はない。強豪揃いの東海地区の中で全国大会への出場が叶わない時期があったが、2004年に8年ぶりの都市対抗出場を果たし、1勝を挙げた。2011年以降は4年連続で都市対抗への出場を果たし、2015年は東海地区第一代表の座を獲得するなど、近年はチーム力の向上が顕著となっている。

## 設立・沿革
- 1921年　「名古屋鉄道局」として創部
- 1927年　都市対抗野球初出場（第1回大会；2回戦敗退。その後第10回まで連続出場）
- 1950年　国鉄の組織改正で「名古屋鉄道管理局」に改称
- 1980年　日本選手権大会初出場（初戦敗退）
- 1981年　チーム名を「国鉄名古屋」に改称
- 1987年　国鉄民営化に伴い、チーム名を「JR東海」に改称

## 主要大会の出場歴・最高成績
- 都市対抗野球　出場31回、準優勝2回（1929年,1930年）
- 日本選手権　出場17回、準優勝1回（2008年）
- JABA静岡大会　優勝2回（2013,25年）
- JABA日立市長杯選抜野球大会：優勝1回（2018年）
- JABAベーブルース杯争奪大会　優勝2回（1999,2013年）
- JABA岡山大会　優勝1回（2008年）
- JABA富山大会　優勝1回（2012年）
- JABA広島大会　優勝1回（1997年）
- JABA伊勢大会　優勝4回（1993,99,2006,10年）

## 主な出身プロ野球選手

### 名古屋鉄道局
- 松木謙治郎：内野手（1936年大阪タイガース入団）
- 森弘太郎：投手（1937年阪急軍入団）
- 伊原徳栄：捕手（1937年大東京軍入団）

### 名古屋鉄道管理局
- 片岡博国：捕手（1950年毎日オリオンズ入団）
- 大脇照夫：投手（1952年国鉄スワローズ入団）

### 国鉄名古屋
- 湧川勉：内野手（1982年阪急ブレーブスドラフト5位）

### JR東海
- 永井智浩：投手（1997年福岡ダイエーホークスドラフト1位）
- 光原逸裕：投手（2004年オリックス・バファローズドラフト2巡）
- 中山慎也：投手（2005年オリックスバファローズ大学生・社会人ドラフト5巡、退団後の2016年から復帰）
- 伊藤義弘：投手（2007年千葉ロッテマリーンズ大学生・社会人ドラフト4巡）
- 土本恭平：投手（2009年読売ジャイアンツドラフト3位）
- 中村真崇：外野手（退部・退社後、四国アイランドリーグplusの福岡レッドワーブラーズ・香川オリーブガイナーズを経て2011年広島東洋カープ育成ドラフト2位指名）

## 主な在籍選手・コーチ
- 中須賀諭：コーチ
- 金谷則幸：コーチ
- 川本祐輔：投手

## 元プロ野球選手の競技者登録
- 井手元健一朗投手（元中日、西武；退部）
- 中田亮二内野手（元中日）
- 中山慎也投手（元オリックス；退部）
- 和田一浩臨時コーチ（元西武、中日）

## かつて所属していた選手・関係者
- 森本進 - 選手として在籍。退部後は皇學館大学の監督を務め、全日本大学野球選手権大会への出場にも導いた。三重テレビ放送の高校野球中継解説者としても活動
- 大矢正成 - 選手、監督として在籍。2013年春から2022年夏までNHKの高校野球中継解説者としても活動。
- 青山眞也 - 選手、監督として在籍。2002年社会人ベストナイン（外野手）。2022年よりNHKの高校野球中継解説者に就任した。
- 廣畑実 - 選手として在籍。退部後は野球塾を運営し、「ミノルマン」として野球指導系YouTuberとしても活動。
- 秋葉知一 - 選手として在籍。日産自動車から移籍。
- 久保恭久 - 監督として在籍（2018年 - 2022年11月）。
- 伊藤寛士 - 選手として在籍。